# Squirmin’
Squirmin’ (deutsch herauswindend oder hin- und herrutschend) ist ein Jazzalbum des in Denver ansässigen Ensembles Jazz Worms um den Kornettisten Ron Miles. Die am 19. und 20. November 2017 entstandenen Aufnahmen erschienen am 19. März 2021 auf Capri Records, einem gleichfalls in Denver ansässigen unabhängigen Jazzlabel.

## Hintergrund
Der Saxophonist Keith Oxman erinnert sich an Denver in den 1980er-Jahren als Brutstätte des Jazz. Mit mehr als fünfzig Clubs zu dieser Zeit waren Auftritte an jedem Tag der Woche leicht zu bekommen.
„Es gab Jobs außerhalb der Geschäftszeiten“, sagt Oxman. „Es gab Happy-Hour-Jobs. Es gab Nachtjobs. Es gab einen dieser Januare, was normalerweise ein toter Monat ist – ich glaube, ich hatte in diesem Monat ungefähr 35 Gigs. Ich meine, nachmittags und abends Konzerte. Am Ende war ich so erschöpft-.“
1984 begann Oxman mit dem Schlagzeuger Paul Romaine, dem Kornettisten Ron Miles, dem Pianisten Andy Weyl und dem Bassisten Mark Simon zu spielen, die jeweils regelmäßig in anderen Jazz-Acts in der Stadt auftraten. Obwohl das Quintett sich zunächst informell traf, begannen die Mitglieder schließlich wöchentlich zu proben und spielten sich gegenseitig die Kompositionen vor.
Unter dem Namen Jazz Worms nahm das in Denver ansässige kollaborative Quintett 1987 sein erstes Album, Crawling Out, auf.  Mark Simon arbeitete in der Jazzszene Colorado u. a. mit James Van Buren, Carmen McRae, John Gunther, Greg Gisbert und Fred Hess. Keith Oxman legte als in Denver aktiver Bandleader mehrere Alben vor. Schlagzeuger Paul Romaine spielte in lokalen Bands wie dem Ken Walker Sextet, im Brad Terry/Joachim Mencel Quartet und mit Andy Weyl und Mark Diamond im Big Swing Trio; daneben leitete er eigene Formationen. Andy Weyl wiederum war u. a. Begleiter der Jazzsängerin Mary Ann Moore.
Erst bei einem Wiedersehenskonzert 2014 trat die Gruppe wieder zusammen auf. Auch wenn bei diesem Auftritt die Idee für ein zweites Album entstanden war, dauerte es noch drei Jahre, um das Quintett in einem Studio zu versammeln, und vier weitere, um die Musik dieser Session auf CD zu veröffentlichen. Worms (deutsch Würmer) ist ein Akronym für ihre Nachnamen. In dieser Reihenfolge der Pianist Andy Weyl, der Saxophonist Keith Oxman, der Schlagzeuger Paul Romaine, der Kornettist Ron Miles und der Bassist Mark Simon. Das Material der Session besteht aus acht Eigenkompositionen, jeweils zwei von Oxman, Weyl, Simon und Romaine.

## Titelliste
- The Jazz Worms: Squirmin’ (Capri Records 74154)[4]

1. Launching Pad
2. Bu’s Box
3. Joaquin
4. Lickity-Split
5. Wheaty Bowl
6. What If All?
7. Balladesque
8. The Chimento Files

## Rezeption
Das Album erfuhr durchweg positive Rezeptionen; Carlo Wolff schrieb im Down Beat, eine Vielzahl von Stilen und Ansätzen erfordere Aufmerksamkeit für Squirmin’, das eine durch Klarheit und Präsenz gekennzeichnete Produktion sei. Auch wenn es seine Intelligenz in den Vordergrund rücke, belebe zudem Leidenschaft und das mühelose Engagement, das mit Vertrautheit einhergeht, diese zielgerichtete Aufnahme. Elliot Marlow-Stevens schrieb im Jazz Journal, Squirmin’ sei ein frisches und interessantes Album, das gleichzeitig den traditionellen Jazz-Wurzeln treu bleibe. Für ihre zweite Studiosession hätten alle ursprünglichen Mitglieder jahrelange musikalische Fähigkeiten mitgebracht und eine exzellente Platte geschaffen.

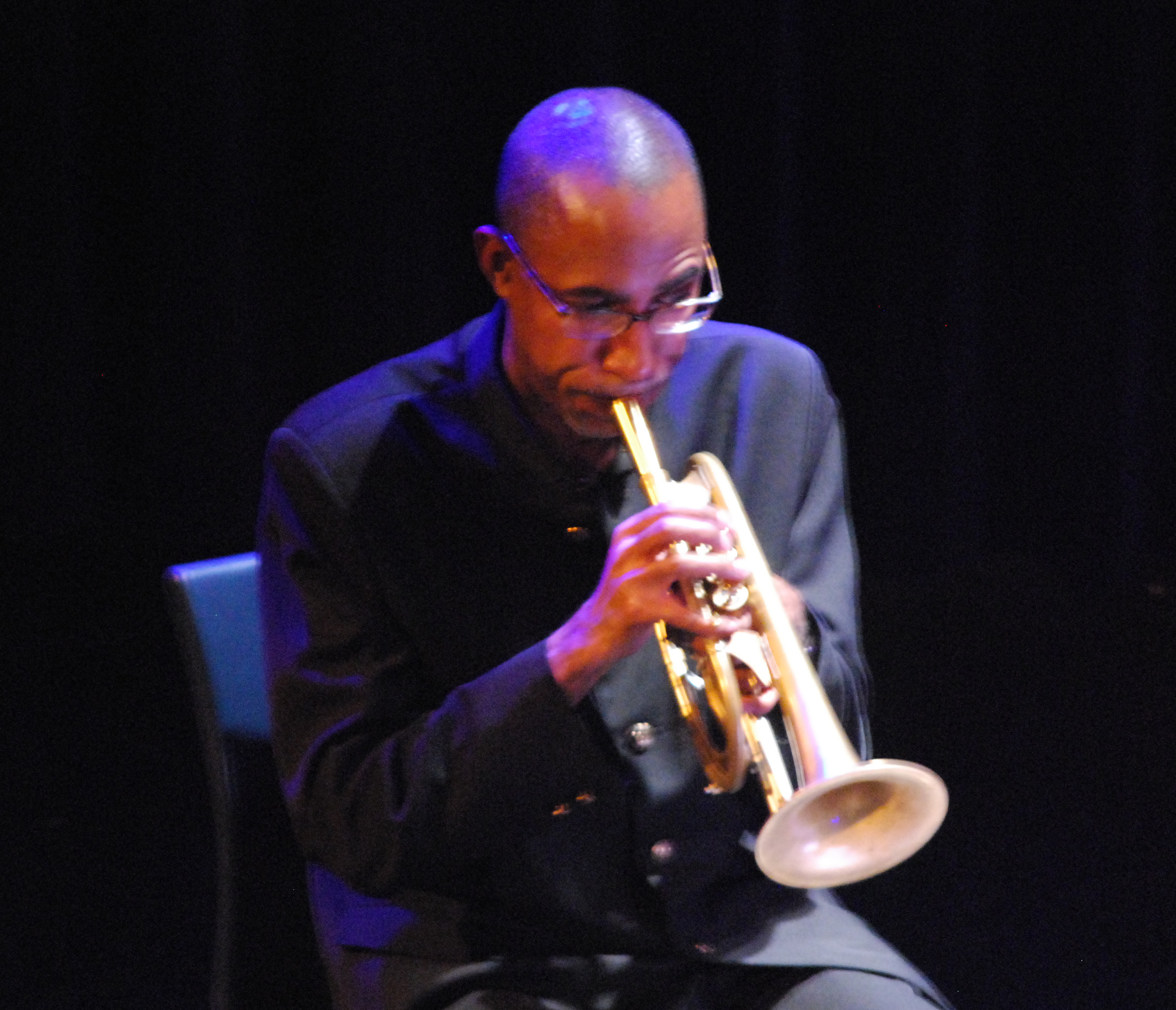
Ron Miles 2009

Nach Ansicht von Jack Bowers, der das Album in All About Jazz rezensierte, ist es ein glücklicher Umstand, dass die Kameradschaft und Teamarbeit, die schon das frühere Album der Gruppe durchdrungen habe, auch in einem lebhaften Rendezvous auf Bop-Basis lebendig und gut eingefangen sei. Die Stimmung sei durchweg optimistisch und erinnere in gewisser Weise an eine noch frühere Zeit, die Blütezeit der Labels Blue Note Records und Prestige Records in den 1950er- und 60er-Jahren. Insbesondere die Schlussnummer, Oxmans unbeschwerte „Chimento Files“, wecke Erinnerungen an Hank Mobley, Freddie Hubbard, Horace Silver, Art Blakey und ihre Kollegen.
Drei Jahrzehnte später sind die Jazz Worms so flink wie nie zuvor, so das Resümée des Autors, und bieten hochkarätigen Jazz, der sich über die Jahre erstreckt und Enthusiasten jeden Alters überzeugend anspreche.
Andrew Hamlin schrieb in JazzTimes, das Ensemblemitglieder hätten herausfordernde Kompositionen beigesteuert und würden ein starkes Gespür für das Quintett als Gemeinschaft zeigen, wobei jeder Spieler Zutaten hinzufügte, um das Gemisch funkelnd zum Kochen zu bringen.
Faszinierenderweise scheine sich in 34 Jahren darin nichts geändert zu haben. Bop sei zwar die Basis, aber der Austausch durch denselben gegenseitigen Respekt regiere das Geschehen. Ron Miles könne durch seine Oktaven fliegen, während Oxman ihn von unten unterstütze, nicht nur nickt, sondern dies auch bereichert.